# おもてなしの中国語
『おもてなしの中国語』（おもてなしのちゅうごくご）は、NHKラジオ第2放送で2017年4月3日から2020年9月まで放送されていた語学番組。副題は「出会い ふれ合い 語り合い」。2017年4月から2018年3月にかけて半年間放送された内容が、その後2020年9月まで繰り返し再放送された。
2017年4月から2020年3月まで、NHKラジオでは中国語講座を『まいにち中国語』『レベルアップ中国語』『おもてなしの中国語』の3種類放送していた。
テーマ曲は「Morning Bell」。

## 放送時間
2017年度
木 - 金
午前10時30分 - 午前10時45分
18時15分 - 18時30分（再放送）
日
午前9時00分 - 午前9時30分（再放送、2本まとめて）
月 - 火（翌週）
22時15分 - 22時30分（再放送）
2018年度
木 - 金
午前10時30分 - 午前10時45分
18時15分 - 18時30分（再放送）
日
午前9時00分 - 午前9時30分（再放送、2本まとめて）
月 - 火（翌週）
22時00分 - 22時15分（再放送）

## 講師
- 及川淳子

## 出演者
- 張 帥（中国遼寧省出身）
- 靳 園元（中国天津市出身）

## 放送期間
- 2017年4月 - 9月
- 2017年10月 - 2018年3月
- 2018年4月 - 9月
- 2018年10月 - 2019年3月
- 2019年4月 - 9月
- 2019年10月 - 2020年3月
- 2020年4月 - 9月